# Le Rappel
Pour les articles homonymes, voir rappel.
Le Rappel est un ancien quotidien français, fondé le 4 mai 1869 à la fin du Second Empire, et qui parut jusqu'en 1933. Au début de la Troisième République, il incarnait une tendance radicale-républicaine. Le journal, qui profitait de la loi du 11 mai 1868 sur la presse, fut fondé sur l'initiative de Victor Hugo à la veille des élections générales.

## Historique

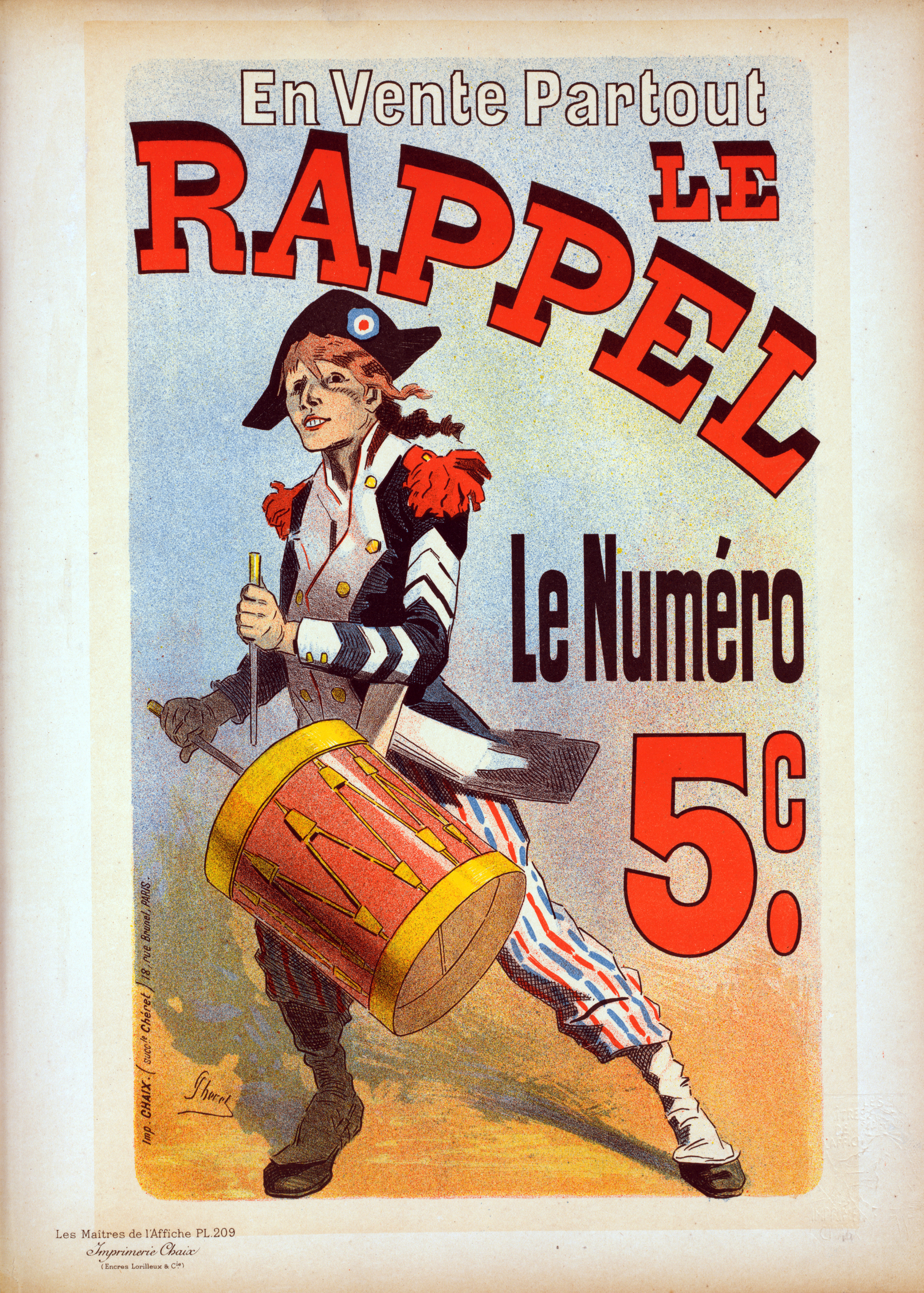
Affiche (c. 1896) par Jules Chéret

Les six fondateurs officiels furent  Albert Barbieux, Charles Hugo, François-Victor Hugo, les deux fils de l'écrivain, ainsi qu'Auguste Vacquerie, Paul Meurice, et Henri Rochefort. Contrairement à L'Événement de 1848, Victor Hugo ne souhaita pas figurer parmi eux mais il envoya une lettre qui figura à la une du premier numéro paru le 4 mai 1869.
Bien que l'Empire ait, sans même attendre l'apparition du premier numéro, interdit la voie publique à ce nouveau journal, le Rappel tira, dès le début, à un nombre relativement important d'exemplaires (jusqu'à plus de 50 000 exemplaires dans les années 1880) et trouva moyen de pénétrer partout tant était grand l'attrait qu'exerçaient sur le public les noms des fondateurs. Dans la lettre qui parut en tête du premier numéro du Rappel, Victor Hugo développa le programme du nouveau journal. Rochefort contribua à donner au journal son caractère de feuille irréconciliable et à lui attirer d'innombrables lecteurs de La Lanterne.
Outre les fondateurs, Arthur Arnould, Édouard Laferrière et Jules Claretie vinrent renforcer l'équipe de rédaction. À partir du 12e numéro, l'Empire commença à lancer procès et saisies contre le journal.
À l’époque des élections législatives de 1869, le Rappel soutint avec la plus grande énergie les candidatures radicales. Ce fut le cas notamment de Rochefort, l'auteur des Chroniques de partout publiées par le journal, qui après avoir été battu au premier tour, appuya, lors des élections complémentaires des 21 et 22 novembre, les candidatures insermentées de Ledru-Rollin, Barbès et Félix Pyat. Ce dernier, ainsi qu'Édouard Lockroy, ont d'ailleurs rejoint le journal qui publiait des articles hostiles à l'Empire et au despotisme impérial.
Des articles comme ceux qui parurent les 3 et 4 décembre 1869 sous la plume de Victor Hugo et Charles Hugo, attirèrent les jeunes désireux de connaître l'histoire contemporaine falsifiée par les courtisans de l'Empire, les seuls qui avaient pu jusque-là parler librement du coup d'État du 2 décembre 1851. L'article Les Parias, daté du 4 décembre, fut poursuivi et son auteur condamné à quatre mois de prison. Quelques jours après, l'Empire inaugurait le parlementarisme, restauré par Émile Ollivier, avocat transfuge sorti du camp des républicains. Le 10 janvier 1870, Charles Hugo et Félix Pyat étaient de nouveau condamnés à quatre mois de prison pour un article intitulé Les Soldats.
Dans l'affaire de Victor Noir, assassiné par le prince Pierre Bonaparte, Le Rappel critiqua fortement ce crime, mais sans doute avec moins de vigueur que La Marseillaise de Rochefort. Lors du plébiscite du 8 mai 1870, le journal relaya aussi les critiques contre ce qui était jugé comme une immense duperie et qui débouchera sur le gouvernement de la Défense nationale
Vers la fin de l'année 1870, le Rappel affiche son manque de confiance en Ernest Picard, ministre des finances, et Louis Jules Trochu, président du gouvernement de la Défense nationale. Cependant, au nom de la concorde, il désapprouve les manifestations qui ont pour but soit d'imposer au pouvoir des mesures énergiques, soit même d'appeler d'autres hommes au gouvernement. Après la Guerre franco-allemande de 1870 et l'armistice signé par le gouvernement, le Rappel soutient la liste radicale lors des élections législatives de février 1871. En mars 1871, il s'oppose à la suppression par le gouverneur de Paris, Joseph Vinoy, de six journaux qui reparaissent dès le 18 mars. Ironiquement, Rappel, un instant redevenu un journal d'avant-garde, passe peu à peu au second rang, éclipsé par des journaux comme le Mot d'ordre ou le Combat.
Fin mars 1871, lors de la Commune de Paris qui oppose « versaillais » et « communards parisiens », le journal se déclare pour Paris. À l'issue de la semaine sanglante qui voit les communards battus le 22 mai 1871, le Rappel suspend sa publication, ses rédacteurs sont arrêtés et quelques-uns d'entre eux envoyés sur les pontons.
Le 1er novembre 1871, le Rappel reparaît pour très peu de temps puisque Adolphe Thiers, alors président de la Troisième République autorise sa suspension. Au 1er mars de l'année suivante, le Rappel reparaît et survit en traversant mille difficultés et de nouvelles suspensions qui durent de quinze jours à deux mois.
En 1899, il est couplé avec Le XIXe siècle.

## Collaborateurs
- Émile Allix
- Arthur Arnould[4]
- Horace Ayraud-Degeorge
- Albert Barbieux[4] - Gérant de 1869 à 1871
- A. Baume[4]
- Ernest Blum[4]
- Philippe Burty
- Gabriel Chaigne[5]
- Paul Chautard[5]
- Jules Clarétie
- Albert Dalimier[5]
- Charles Deloncle[5]
- Hector Depasse[5]
- Georges Desplas[5]
- Jean Destrem
- Xavier Feyrnet[4]
- Charles Frémine
- Alfred Gaulier
- Auguste Gervais[5]
- Armand Gouzien
- Jules Guesde
- Ernest Grenet-Dancourt
- Edgard Hément
- Ernest d'Hervilly
- Charles Hugo
- François-Victor Hugo
- Édouard Laferrière[4]
- Édouard Lockroy[4]
- Henry Maret[6]
- Louis Martin[5]
- Adolphe Messimy[5]
- Paul Meurice[4]
- Adolphe Pelleport - Gérant de 1871 à 1881
- Camille Pelletan
- Edme Penauille (lith.)
- René Ponsard[4]
- Louis Puech[5]
- Félix Pyat
- Gesner Rafina
- Auguste Ranson[5]
- Henri Rochefort[4]
- Louis-Augustin Rogeard
- Hélène Sée[7]
- Julien Sermet
- Théodore Steeg[5]
- Auguste Vacquerie[4]
- Auguste Vermorel
- Lucien Victor-Meunier
- E.-G. de Vorney

## Source
- Larousse du XIXe Siècle (tome 13, p. 700).